# 小野彩香
小野 彩香（おの あやか、1991年9月10日 - ）は、日本のタレント、キャスター。所属事務所はセント・フォース。

## 略歴・人物
宮崎県出身。身長162 cm。
宮崎大学教育学部附属中学校、宮崎県立宮崎大宮高等学校（文科情報科）、東京医科歯科大学歯学部口腔保健学科を卒業。
中学在学中はテニス部に所属し、生徒会では副生徒会長を務めた。高校在学中は生徒会総務委員長を務めた。
2014年3月31日から長野美郷の後任としてフジテレビ『めざましテレビ』の6代目お天気キャスターとしてデビューした。
趣味は食べ歩きで、歯科衛生士の資格を持っている。また、学生時代からお笑いライブに行くほどのお笑い好き。番組中でコントを披露することもある。
2018年4月2日から2022年4月1日（番組終了）までの4年間、TNC(テレビ西日本) 『ももち浜S（ストア） 特報ライブ』 のメインMCとして活躍した。同番組を降板後、めざましテレビの宮崎での中継リポートで人気を博した高橋巨典がMCを務める『ももち浜ストア』と事務所の先輩であり、めざましテレビ初代お天気キャスターを担当していた角田華子がMCを務める『福岡NEWSファイル CUBE』に1年間出演した。
2023年4月1日、福岡での担当番組卒業後、長年の憧れで夢だった海外留学（留学先はフィリピンとカナダの2ヵ国）をすることを本人のInstagram上で発表された。

## 過去の出演番組
- めざましテレビ（フジテレビ）
  - 6代目お天気キャスター（2014年3月31日 - 2016年4月1日）
  - フィールドキャスター ※不定期出演
- めざましテレビアクア（フジテレビ）
  - 2016年4月4日 -  2016年9月30日 エンタメキャスター担当。
  - 2016年10月4日 - 2017年3月31日 水〜金の情報キャスター担当。
  - 2017年4月3日 - 2017年9月27日 月〜水の情報キャスター担当。
- 柴田阿弥の金曜The NIGHT（2016年10月 - 2018年4月1日、AbemaTV）[4] - アシスタント
- 芸能人格付けチェック BASIC～春の3時間スペシャル～（2018年3月27日、ABCテレビ）- 「チームお天気お姉さん」の1人として
- ももち浜S特報ライブ（2018年4月2日 - 2021年4月1日、テレビ西日本） - MC[5]（内包する609ニュースのキャスター兼任）
- Live選挙サンデー福岡・山口開票特番（テレビ西日本） - MC[6]
  - 第25回参議院選挙（2019年7月21日）
  - 第49回衆議院選挙（2021年10月31日）
- ももち浜ストア（2022年4月8日 - 2023年3月31日、テレビ西日本、福岡ローカル） - レポーター（主に月曜・火曜・金曜の「ももちタイムズ」）[7]
- 福岡NEWSファイル CUBE（2022年4月9日 - 2023年3月25日、テレビ西日本、福岡ローカル） - 中継・レポーター

## CM
- 武田薬品工業 ベンザブロックIPプラス「小野さんのかぜ」編（2016年9月 - ）